# COP .357 Derringer
COP.357 Derringer là loại súng ngắn khá độc đáo được thiết kế bởi Robert Hillberg dựa trên mẫu trước đó của ông. Súng được thiết kế như một loại vũ khí tự vệ cho dân sự và lực lượng cảnh sát khi họ không làm nhiệm vụ và không mang theo vũ khí chính hoặc dùng làm vũ khí dự phòng, từ COP là viết tắt của Compact Off-Duty Police.

## Thiết kế
COP.357 Derringer có thiết kế khá độc đáo với bốn nòng và mỗi nòng sẽ được lắp một viên đạn cũng như mỗi nòng có kim điểm hỏa riêng. Súng sử dụng cơ chế nạp đạn từ sau nòng vì thế khi nạp đạn xạ thủ sẽ kéo một thanh trượt nằm phía trên thân súng để nó tách nòng súng ra khỏi thân súng, bẻ phần sau nòng súng lên phía trên nếu có vỏ đạn cũ thì xạ thủ sẽ dùng tay lấy ra và nạp đạn mới vào sau đó gấp lại như cũ để chuẩn bị bắn. Búa điểm hỏa nằm bên trong súng khi bóp cò búa sẽ nện vào một bánh răng nối với một trong bốn kim điểm hỏa, bánh răng này sẽ quay để nối với kim điểm hỏa ở nòng khác khi bóp cò và cứ như thế cho dù đã bắn hết đạn đến khi xạ thủ ngừng bóp cò.
Hệ thống nhắm cơ bản của súng là điểm ruồi. Do súng và các bộ phận được làm bằng thép dày đặc biệt là phần nòng súng được làm từ cả một khối thép nên súng rất bền nhưng chính vì việc đó mà súng bị đánh giá là quá nặng cho một loại súng tự vệ cũng như cò súng quá nặng để có thể bắn nhanh.